# آيت بن عزيز (آيت واحي ايشن)
آيت بن عزيز هو دُوَّار يقع بجماعة سيدي المخفي، إقليم إفران، جهة فاس مكناس في المملكة المغربية. ينتمي الدوّار لمشيخة آيت واحي ايشن التي تضم 10 دواوير. يقدر عدد سكانه بـ 359 نسمة حسب الإحصاء الرسمي للسكان والسكنى لسنة 2004.

## وصلات خارجية
- البوابة الوطنية للجماعات الترابية
- المندوبية السامية للتخطيط